# Palangarai
Palangarai es una ciudad censal situada en el distrito de Tirupur en el estado de Tamil Nadu (India). Su población es de 17248 habitantes (2011). Se encuentra a 11 km de Tirupur y a 48 km de Coimbatore.

## Demografía
Según el censo de 2011 la población de Palangarai era de 17248 habitantes, de los cuales 8774 eran hombres y 8474 eran mujeres. Palangarai tiene una tasa media de alfabetización del 80,11%, superior a la media estatal del 80,09%: la alfabetización masculina es del 86,15%, y la alfabetización femenina del 73,92%.